# Juan José Zapater Rodríguez

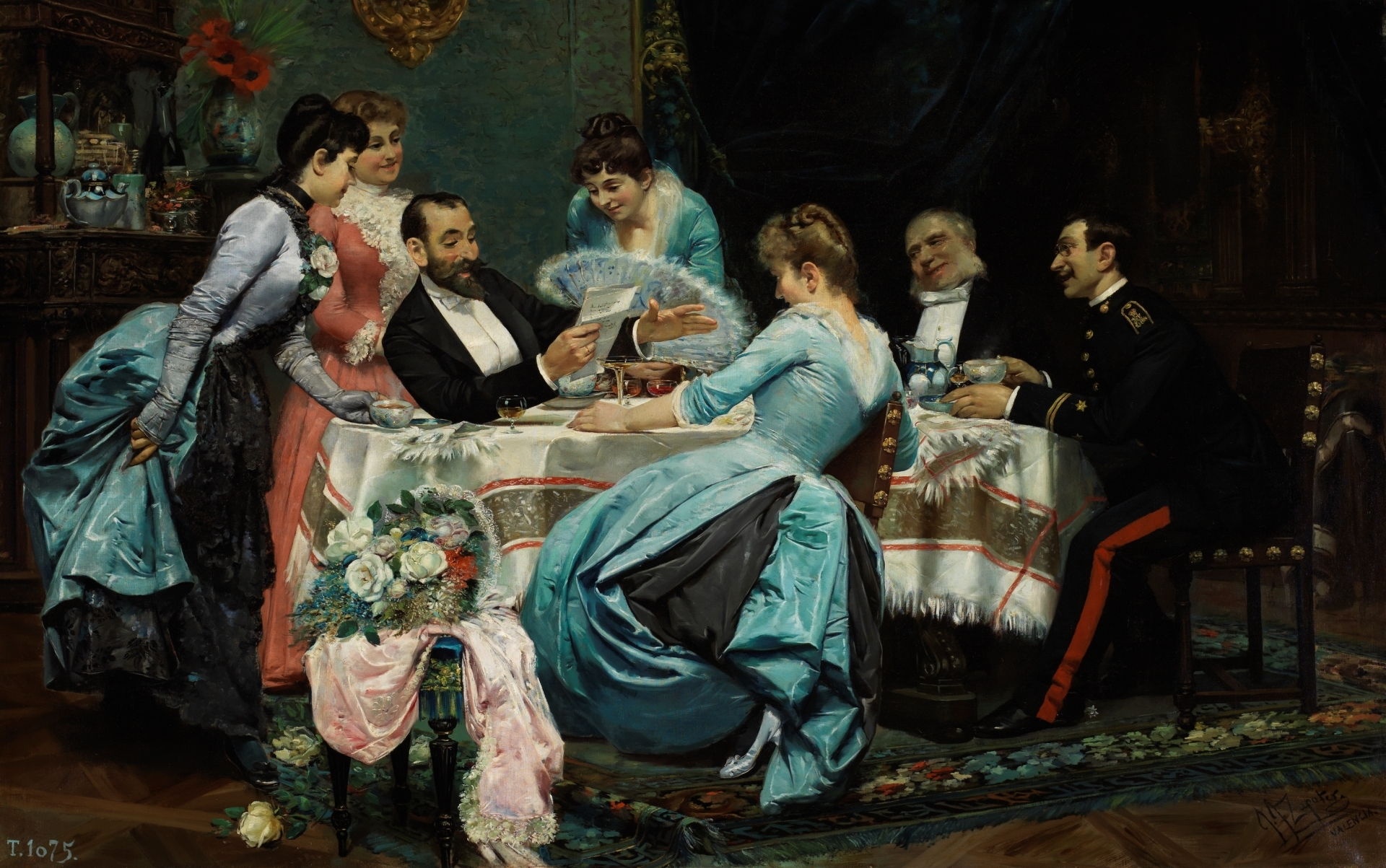
Poesía, óleo sobre lienzo, 125 x 200 cm, Madrid, Museo del Prado, en depósito en el Teatro Real.

Juan José Zapater Rodríguez, más conocido como Juan Zapater (Valencia, 19 de marzo de 1866-Valencia, 1922) - hijo de José Zapater y Ugeda - fue un pintor, ilustrador y académico español, en cuya obra destacan los retratos y series costumbristas y regionalistas valencianas.
Destacó en el campo de la pintura desde muy joven, obteniendo un premio especial de la Real Academia de Bellas Artes de San Carlos de su ciudad natal. Allí inició sus estudios, pasando más tarde a Roma y Florencia al ser pensionado por el Estado para proseguir sus estudios. Allí conoció a Emilio Sala, con quien se trasladó a París finalizando su formación artística.
A su regreso a España, se estableció definitivamente en Valencia, destacando como pintor costumbrista y retratista. Presentó varias de sus obras a los diferentes certámenes que se dieron lugar, como lo fue la Exposición Nacional de Bellas Artes de 1887, en la que obtuvo la tercera medalla por su obra Paso de las Termópilas, muy halagada por la crítica, distinción que volvió a obtener en 1890 por Una poesía, que había sido expuesto en la Exposición Universal de París (1889), y que actualmente es propiedad del Museo Nacional del Prado, quien lo custodia en las dependencias del Teatro Real de Madrid. Otras de sus obras destacadas son Scherzo in Carnavale, expuesto en la National Gallery de Londres y el Estudio de Goya, presentado en la Exposición Regional de Valencia en 1920.
Dedicó gran parte de su carrera a la docencia en la Academia de Bellas Artes de San Carlos de Valencia, donde formó a numerosos artistas valencianos de principios del siglo XX. De sus trabajos como ilustrador, cabe destacar sus colaboraciones con el periódico Las Provincias y trabajos a plumilla para el tomo titulado Valencia, de Teodoro Llorente Olivares, en la obra España, sus monumentos y artes; Historia de Sagunto, de Antonio Chabret y Fraga, y El Teatro, del poeta Francisco Sosa Escalante, así como un álbum de acuarelas sobre el palacio de Alcañices, propiedad del duque de Sesto, mentor de Alfonso XIII de España.